# Muhammad Bashir
Muhammad Bashir (urdu محمد بشیر; ur. 10 marca 1935; zm. 24 czerwca 2001) – pakistański zapaśnik walczący w stylu wolnym. Dwukrotny olimpijczyk. Brązowy medalista z Rzymu 1960; odpadł w eliminacjach w Tokio 1964. Walczył w kategorii 73 kg.
Mistrz igrzysk azjatyckich w 1966; drugi w 1962; trzeci w 1958. Triumfator igrzysk Imperium Brytyjskiego i Wspólnoty Brytyjskiej w 1958, 1962 i 1966 roku.